# Giulio Cesare Gonzaga di Bozzolo
Giulio Cesare Gonzaga (San Martino dall'Argine, 1552 – Bozzolo, 23 giugno 1609) è stato un nobile italiano.

## Biografia

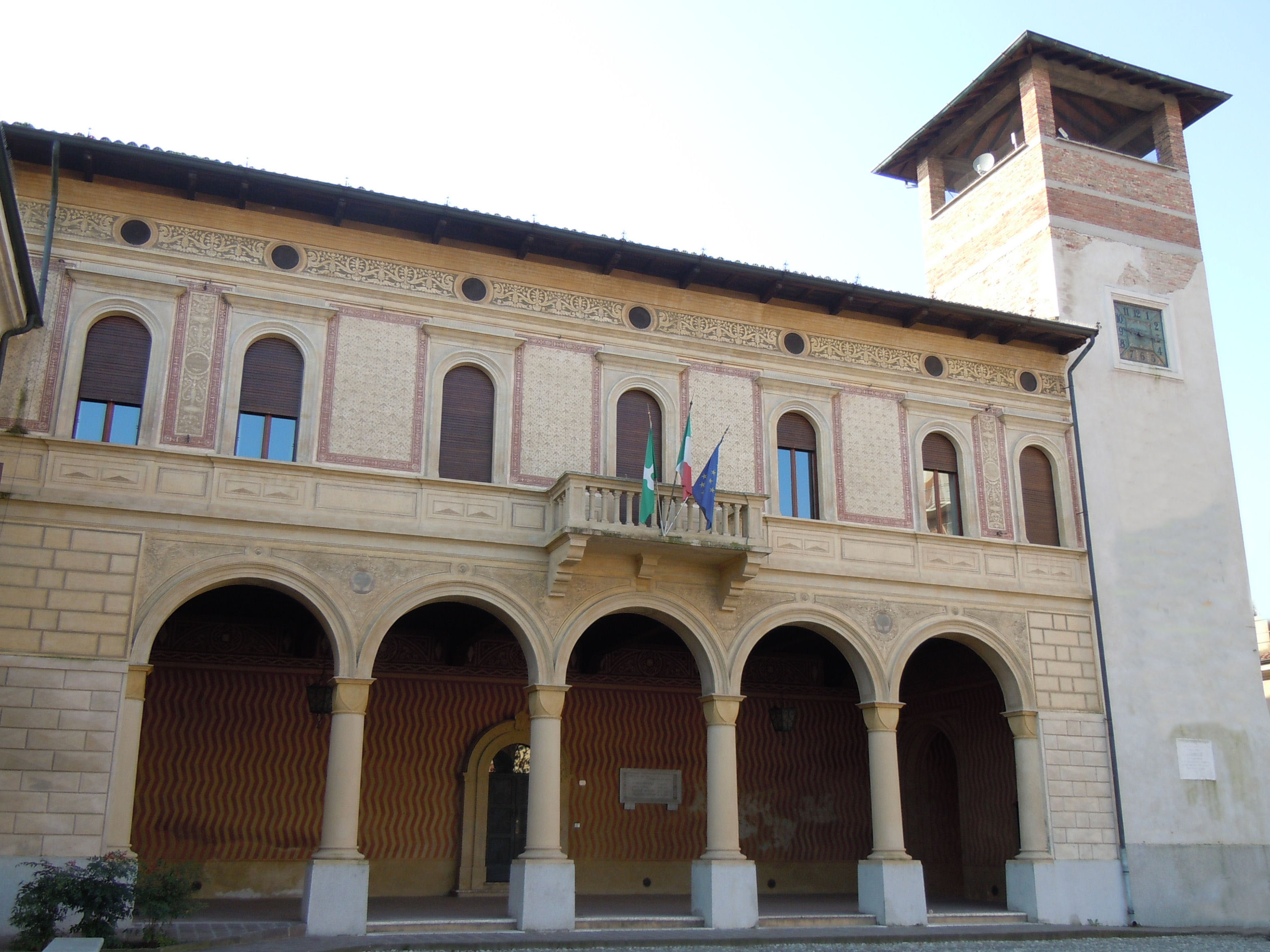
Bozzolo, Palazzo municipale

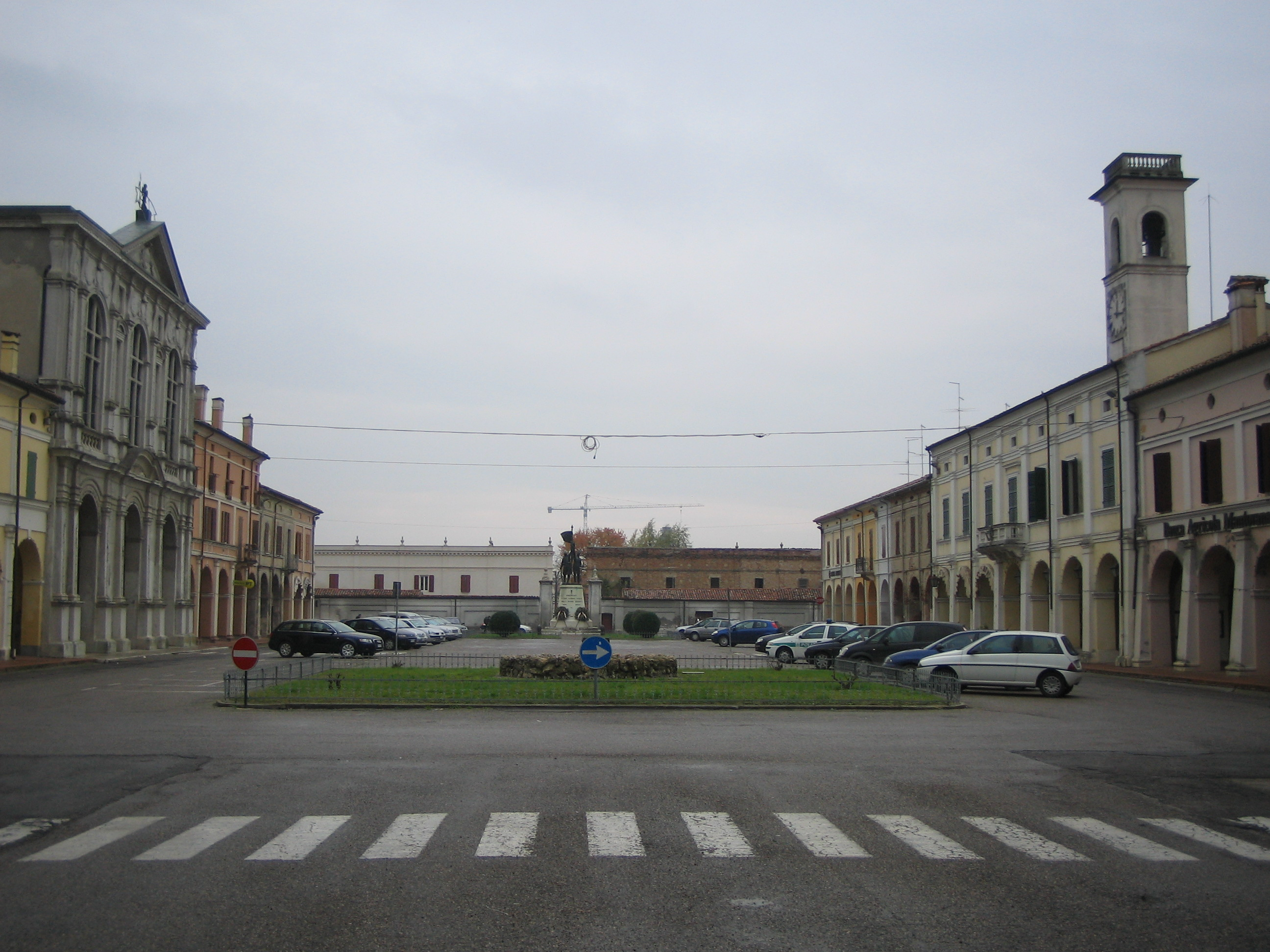
La piazza principale di Pomponesco.

Era l'ultimo figlio maschio di Carlo Gonzaga marchese di Gazzuolo e di Emilia Cauzzi Gonzaga.

Giovanissimo venne inviato, come il fratello Ferrante, alla corte imperiale di Massimiliano II e vi rimase sino al 1571, divenendo amico del suo successore Rodolfo II.
A seguito della morte del padre, a Giulio Cesare toccò Pomponesco, dove andò a risiedere e dove cercò di ricreare la "città ideale", come fece il cugino Vespasiano con Sabbioneta. Venne edificato il castello a pianta esagonale, che fu demolito agli inizi del XIX secolo. Creò nella cittadina una zecca, che divenne una delle "zecche minori" dei Gonzaga. Nel 1591 alla morte del cugino Vespasiano Gonzaga e a seguito dell'ottenimento dei feudi di Bozzolo e Commessaggio come eredità, trasferì la propria residenza a Bozzolo dedicandosi alla prosecuzione della sua sistemazione urbanistica già iniziata da Vespasiano Gonzaga tanto che nel 1594 venne premiato dall'imperatore Rodolfo II d'Asburgo con i titoli di principe del Sacro Romano Impero, di principe di Bozzolo e di conte di Pomponesco. La zecca di Pomponesco venne trasferita a Bozzolo nel 1599.

Nel 1608 acquistò dal duca di Mantova Vincenzo Gonzaga il feudo di Pomaro, diventando marchese di Pomaro. Il titolo passò successivamente ad Alfonso Gonzaga, figlio di Ferrante.
Morì a Bozzolo nel 1609 venendo seppellito nella chiesa palatina edificata per suo volere e la vedova, alla quale toccarono tutti i suoi beni, si stabilì ad Albano dove, ospite della famiglia Savelli e assieme a questi contribuì alla riedificazione della chiesa (Chiesa di Santa Maria della Stella) e del convento dei cappuccini.
Nel 2011 il corpo di Giulio Cesare, sepolto nella chiesa di San Francesco a Bozzolo, venne riesumato e sottoposto a perizia.

## Discendenza
Giulio Cesare sposò nel 1587 Flaminia Colonna, principessa romana del ramo di Palestrina e non ebbero figli.

## Ascendenza
|                       |                      |                         | Genitori                |  |  | Nonni |  |  | Bisnonni              |  |  | Trisnonni           |  |
|                       |                      |                         |                         |  |  |       |  |  | Gianfrancesco Gonzaga |  |  | Ludovico II Gonzaga |  |
|                       |                      |                         |                         |  |  |       |  |  | Gianfrancesco Gonzaga |  |  | Ludovico II Gonzaga |  |
|                       |                      | Barbara di Brandeburgo  |                         |  |  |       |  |  | Gianfrancesco Gonzaga |  |  |                     |  |
| Pirro Gonzaga         |                      |                         |                         |  |  |       |  |  | Gianfrancesco Gonzaga |  |  |                     |  |
|                       |                      | Antonia del Balzo       | Pirro del Balzo         |  |  |       |  |  |                       |  |  |                     |  |
|                       |                      | Antonia del Balzo       | Pirro del Balzo         |  |  |       |  |  |                       |  |  |                     |  |
|                       |                      | Antonia del Balzo       | Maria Donata Orsini     |  |  |       |  |  |                       |  |  |                     |  |
| Carlo Gonzaga         |                      | Antonia del Balzo       |                         |  |  |       |  |  |                       |  |  |                     |  |
|                       |                      | Annibale II Bentivoglio | Giovanni II Bentivoglio |  |  |       |  |  |                       |  |  |                     |  |
|                       |                      | Annibale II Bentivoglio | Giovanni II Bentivoglio |  |  |       |  |  |                       |  |  |                     |  |
|                       |                      | Annibale II Bentivoglio | Ginevra Sforza          |  |  |       |  |  |                       |  |  |                     |  |
| Camilla Bentivoglio   |                      | Annibale II Bentivoglio |                         |  |  |       |  |  |                       |  |  |                     |  |
|                       |                      | Lucrezia d'Este         | Ercole I d'Este         |  |  |       |  |  |                       |  |  |                     |  |
|                       |                      | Lucrezia d'Este         | Ercole I d'Este         |  |  |       |  |  |                       |  |  |                     |  |
|                       |                      | Lucrezia d'Este         | Ludovica Condolmieri    |  |  |       |  |  |                       |  |  |                     |  |
| Giulio Cesare Gonzaga |                      | Lucrezia d'Este         |                         |  |  |       |  |  |                       |  |  |                     |  |
|                       | Francesco II Gonzaga | Federico I Gonzaga      |                         |  |  |       |  |  |                       |  |  |                     |  |
|                       | Francesco II Gonzaga | Federico I Gonzaga      |                         |  |  |       |  |  |                       |  |  |                     |  |
|                       | Francesco II Gonzaga | Margherita di Baviera   |                         |  |  |       |  |  |                       |  |  |                     |  |
| Federico II Gonzaga   | Francesco II Gonzaga |                         |                         |  |  |       |  |  |                       |  |  |                     |  |
|                       |                      | Isabella d'Este         | Ercole I d'Este         |  |  |       |  |  |                       |  |  |                     |  |
|                       |                      | Isabella d'Este         | Ercole I d'Este         |  |  |       |  |  |                       |  |  |                     |  |
|                       |                      | Isabella d'Este         | Eleonora d'Aragona      |  |  |       |  |  |                       |  |  |                     |  |
| Emilia Cauzzi Gonzaga |                      | Isabella d'Este         |                         |  |  |       |  |  |                       |  |  |                     |  |
|                       |                      | Giacomo Boschetti       | Albertino V Boschetti   |  |  |       |  |  |                       |  |  |                     |  |
|                       |                      | Giacomo Boschetti       | Albertino V Boschetti   |  |  |       |  |  |                       |  |  |                     |  |
|                       |                      | Giacomo Boschetti       | Diamante Castaldi       |  |  |       |  |  |                       |  |  |                     |  |
| Isabella Boschetti    |                      | Giacomo Boschetti       |                         |  |  |       |  |  |                       |  |  |                     |  |
|                       |                      | Polissena Castiglioni   | Cristoforo Castiglione  |  |  |       |  |  |                       |  |  |                     |  |
|                       |                      | Polissena Castiglioni   | Cristoforo Castiglione  |  |  |       |  |  |                       |  |  |                     |  |
|                       |                      | Polissena Castiglioni   | Luigia Gonzaga          |  |  |       |  |  |                       |  |  |                     |  |
|                       |                      | Polissena Castiglioni   |                         |  |  |       |  |  |                       |  |  |                     |  |

## Titoli nobiliari
Giulio Cesare Gonzaga detenne i seguenti titoli nobiliari:

• Marchese Gonzaga (per nascita dal 1552);
• Signore di Pomponesco (1555);

• Principe del Sacro Romano Impero (1565);
• 2° Marchese di Ostiano (1592);
• 7° Signore di Bozzolo (1592);
• Signore di Commessaggio (1592);
• 1° Principe di Bozzolo (1594);
• 1° Conte di Pomponesco (1594);
• Marchese di Pomaro (1608);

## Stemma
Con diploma imperiale del 10 febbraio 1594, l'imperatore Rodolfo II elevò Bozzolo al rango di città e di principato e nell'occasione concesse a Giulio Cesare l'utilizzo di un suo stemma che così si blasonò: D'argento, alla croce patente di rosso accantonata da quattro aquile spiegate di nero, linguate di rosso, volte alla destra araldica e coronate d'oro; sul tutto, in cornice d'oro, uno scudo di rosso ad una stella d'argento radiata di 16 raggi (Del Balzo). Lo scudo è accollato a dieci bandiere d'alleanza a due punte ravvolte, inastate su lance con cordelliere e due fiocchi d'oro, bordate di porpora che incorniciano i seguenti stemmi: la prima: d'argento all'aquila spiegata di nero, linguata di rosso, volta alla destra e coronata d'oro; la seconda: di rosso al leone d'argento dalla coda bipartita, armato e lampassato d'oro, coronato e collarinato dello stesso (Boemia); la terza: fasciato d'oro e di nero (Gonzaga); la quarta: all'aquila anzidetta; la quinta: di rosso alla stella d'argento radiata di 16 raggi (Del Balzo); la sesta: all'aquila anzidetta; la settima: d'argento alla croce patente di rosso (Gonzaga); l'ottava: di rosso al leone anzidetto; la nona: all'aquila anzidetta; la decima: fasciata d'oro e di nero. Il tutto sormontato da una corona gemmata d'oro ed otto fioroni in giro.